# تصرف فاس (۱۵۵۴)
فتح فاس یا تصرف فاس در سال ۱۵۵۴ میلادی بین نیروهای الجزایری صلاح رئیس و حاکم سلطنت سعدی، محمد الشیخ، رخ داد. این نبرد در ۷ ژانویه در قودیة المحلی، حومه‌ای در نزدیکی فاس، رخ داد. این پیروزی سومین پیروزی بود که پس از دو پیروزی قبلی صلاح رئیس علیه سعدیان رخ داد. پیروزی اول در تازا و دومی در رودخانه سبو، رخ داده بود. یکی از اهداف این لشکرکشی، بازگرداندن علی ابو حسون، مدعی وتاسی، به تخت سلطنت بوده است.

## پیش‌زمینه
با وجود سلطه عثمانی‌ها بر بیشتر شمال آفریقا، مراکش فعلاً توانسته بود مستقل باقی بماند. در قلب این پادشاهی، فاس قرار داشت که تحت حکومت سلسله مارینید به یکی از مجلل‌ترین شهرهای جهان قرون وسطی تبدیل شد. در اواخر قرن پانزدهم، سلاطین وتاسی کنترل اوضاع را در دست داشتند و شروع به از دست دادن سواحل به نیروهای پرتغالی و اسپانیایی کردند. همچنین در روایتی آمده است که آخرین سلطان وتاسی با پرتغالی‌ها اتحاد تاکتیکی برقرار کرد که باعث کاهش جایگاه او در میان رهبران مذهبی شد. با فروپاشی قدرت آنها، رژیم با تهدید جدیدی از سوی سعدی‌ها روبرو شد که ادعا می‌کردند از شرفا یا نوادگان محمد هستند. این مهاجران از شمال آفریقا قلمرو خود را گسترش دادند و حمایت و اتحادهایی را ایجاد کردند.
در سال‌های ۱۵۴۴/۱۵۴۵ میلادی، علی ابو حسون، حاکم وتاسی در شمال مراکش، به امید کسب حمایت نظامی از عثمانی‌ها، رسماً اقتدار سلطان عثمانی را به رسمیت شناخت و خود را تابع عثمانی‌ها اعلام کرد. با این حال، عثمانی‌ها در سال ۱۵۴۹، زمانی که ابو حسون فاس را به محمد الشیخ، اولین سلطان سعدی، واگذار کرد، به دلیل درگیری و رقابت با دیگر رقبا درجبه‌های دیگر، قادر به مداخله در فاس نبودند. از سوی دیگر، علی ابو حسون، حاکم وتاسی، که برای بازپس‌گیری تاج و تخت خود به کمک پرتغالی‌ها نیاز داشت، در ۵ ژوئیه ۱۵۵۳ میلادی در بندر ولز، خود را در کشتی‌ای یافت که توسط صلاح رئیس در بازگشت از یک سفر دریایی علیه مایورکا و منورکا تصرف شده بود. صلاح رئیس این را فرصتی برای مداخله در مراکش با حمایت از وتاسی‌ها می‌دانست.
روابط بین نایب‌السلطنه الجزایر و سلطان سعدی، محمد الشیخ، آغاز خوبی نداشت، زیرا عثمانی‌ها از رقبای وتاسی خود حمایت می‌کردند. سلطان عثمانی با سلطان سعدی به عنوان یک فرمانبردار و متکبرانه رفتار می‌کرد و او را «فرماندار استان فاس» می‌نامید. محمد الشیخ که لحن متکبرانه سلطان را نپذیرفت و می‌خواست از از سرگیری جنگ عثمانی در جبهه‌های دیگر سوءاستفاده کند، سعی کرد تلمسان و منطقه آن را ضمیمه خود کند. مراکشی‌ها شهر را تصرف کردند اما توسط ینی‌چری‌های عثمانی و حامیان محلی اخراج شدند. سال بعد، او تلاش خود را با ارتشی متشکل از ۱۷۰۰۰ جنگجو به رهبری سه پسرش تکرار کرد، اما بار دیگر به شدت شکست خورد. پس از این شکست، محمد الشیخ با احترام از سفیر بیگلربیگی الجزایر برای مذاکره در مورد پایان درگیری و تعیین مسیر مولویه به عنوان مرز بین سلسله سعدی و نایب‌السلطنه الجزایر استقبال کرد. با این حال، محمد الشیخ اندکی پس از آن حملات خود را به شرق مولویه از سر گرفت و با اسپانیایی‌ها پیمان اتحاد بست که باعث شعله‌ور شدن دوباره جنگ بین او و صلاح رئیس شد.

## نبرد
در سال ۱۵۵۳ میلادی، صالح رئیس با ۶۰۰۰ تفنگدار، ۱۰۰۰ سپاهی و گروهی متشکل از ۴۰۰۰ سواره نظام که از طرفداران پادشاهی کوکو بودند، عازم فاس شد. سلطان فاس که از این حمله آگاه شده بود، ۳۰۰۰۰ سواره نظام و ۱۰۰۰۰ مرد را برای دفاع از فاس گرد هم آورد. اندکی پس از آن، سلطان فاس ارتش خود را برای نبرد آماده کرد. پاشای الجزایر، اگرچه ارتش بسیار کوچکتری داشت، اما برخلاف توصیه افسرانش، ارتش خود را برای نبرد آماده کرد.
محمد الشیخ، سلطان فاس در ۵ دسامبر ۱۵۵۳ میلادی با نیروهای نایب‌السلطنه الجزایر در نزدیکی تازا ملاقات کرد، اما پس از آنکه برتری توپخانه عثمانی را درک کرد، از فاس به قلعه‌ای استراتژیک عقب‌نشینی کرد. اندکی پس از آن، صلاح رئیس حمله‌ای شبانه و غافلگیرانه را به قلعه انجام داد و در آنجا سپاهی متشکل از ۱۵۰۰ نفر را که خود برگزیده بود، فرماندهی کرد. به گفته مورخ ارنست مرسیه، حمله اول موفقیت بزرگی بود و سربازان مراکشی از انفجارها ترسیدند و مجبور به فرار از قلعه و عقب‌نشینی به ارتفاعات به سمت فاس شدند. پس از دریافت نیروی کمکی ۶۰۰ نفره که توسط پسران ابو حسون از استان ولز آورده شده بود، بیگلربیگی حمله نهایی به شهر فاس را در شب ۴ تا ۵ ژانویه ۱۵۵۴ میلادی از محل سبو که ارتش الجزایر عثمانی در آن مستقر بود، آغاز کرد. صلاح رئیس، الشیخ را در قودیة المحلی، حومه‌ای در نزدیکی فاس، شکست داد.
نیروهای صلاح رئیس، در شب ۷ تا ۸ ژانویه ۱۵۵۴ میلادی پیروزمندانه وارد فاس شدند، و علی ابو حسون وطاسی به عنوان دست نشانده سلطان عثمانی حاکم فاس اعلام شد.

## پیامدها
همسر اصلی شریف و دو دختر او توسط پاشای الجزایر اسیر شدند. الجزایری‌ها پس از غارت فاس، غنیمت هنگفتی به دست آوردند و پاشا موفق شد ۳۰۰۰۰۰ دوکات از محله یهودیان به زور بگیرد. مردم فاس از بازگشت حاکم وتاسی خوشحال بودند و از صلاح رئیس استقبال خوبی کردند، اما وقتی دیدند که ترک‌ها به زنان و کودکان دست دراز می‌کنند و هر چه می‌خواهند غارت می‌کنند، شروع به شورش علیه او کردند. شکایات متعددی از ترک‌های فاس که زنان را اسیر می‌کردند و انواع اعمال خشونت‌آمیز را مرتکب می‌شدند، مطرح شد. به مدت چهار ماه، نیروهای عثمانی، ترک‌ها و بربرها از کابیلیا، در فاس ماندند و مردم آن را آزار و اذیت کردند تا اینکه علی ابو حسون با دادن باج و خراج به عثمانی‌ها رضایت آن‌ها برای خروج از فاس را جلب کرد و در نهایت ترک‌های عثمانی در ازای گرفتن باج و خراج برای مدتی از فاس خارج شدند. پس از خروج عثمانی‌ها، صلاح رئیس به حاکم سعدی اطمینان داد که دیگر به دشمنش، علی ابو حسون، کمکی نخواهد کرد. علی ابوحسون نزدیک به نه ماه بر فاس حکومت کرد تا اینکه محمد شیخ سعدی شهر را تصرف کرد. صلاح رئیس تا حدودی به خاطر خدماتش در پنون ولز گومارا، پایگاهی پیشرفته برای حمله به سواحل و کشتیرانی اسپانیا، منصوب شد.